# Мацейкова-Гура
Мацейкова-Гура (пол. Maciejkowa Góra) — село в Польщі, у гміні Міхалово Білостоцького повіту Підляського воєводства.
У 1975-1998 роках село належало до Білостоцького воєводства.